# Sixtape
Albums de Superbus
Sunset
(2012) XX
(2020)
Singles
1. Strong & Beautiful
Sortie : 4 mars 2016
2. On the River
Sortie : 13 mai 2016

Sixtape est le sixième album studio du groupe Superbus,. L'album sort le 3 juin 2016 édité sous Warner Music France. 
Deux chansons sont éditées en single, le premier, Strong & Beautiful en mars 2016, et le second, On the River, en mai 2016. L'album est réalisé en édition simple, en édition limitée et en vinyle 33 tours.

## Liste des titres
Toutes les paroles sont écrites par Jennifer Ayache (sauf indication), toute la musique est composée par Jennifer Ayache.
| No  | Titre                                                | Durée |
| --- | ---------------------------------------------------- | ----- |
| 1.  | Intro                                                | 0:20  |
| 2.  | Strong & Beautiful (Paroles : Da Silva)              | 4:04  |
| 3.  | Soul Sister (Citation : Charles Baudelaire)          | 3:44  |
| 4.  | On the River                                         | 3:47  |
| 5.  | Next Summer                                          | 3:44  |
| 6.  | J'ai Déjà                                            | 3:40  |
| 7.  | Impensablement                                       | 2:54  |
| 8.  | 4 Tourments                                          | 3:53  |
| 9.  | Pour mon Père                                        | 3:08  |
| 10. | Jusqu'à La Mer                                       | 2:58  |
| 11. | Toyboy                                               | 3:47  |
| 12. | The Lighter                                          | 2:23  |
| 13. | Run                                                  | 3:04  |
| 14. | Fin des Programmes (Outro)                           | 0:24  |
| 15. | Strong & Beautiful (Piano Version) (édition limitée) | 3:55  |
| 16. | On the River (Piano Version) (édition limitée)       | 3:41  |